# Колбая, Дания Коциевна
Дания Коциевна Колбая (1921 год, село Пирвели-Бедиа, ССР Абхазия — неизвестно, село Бедиа, Очемчирский район, Абхазская АССР, Грузинская ССР) — колхозница колхоза имени Берия Пирвели-Бедийского сельсовета Очемчирского района, Абхазская АССР, Грузинская ССР. Герой Социалистического Труда (1950).

## Биография
Родилась в 1921 году в крестьянской семье в селе Пирвели-Бедиа (сегодня — Бедиа).
С конца 1940-х годов трудилась на чайной плантации колхоза имени Берия Пирвели-Бедийского сельсовета (с 1953 года — колхоз «Ахали Цховреба») Очемчирского района.
В 1949 году собрала 7330 килограммов сортового зелёного чайного листа на участке площадью 0,5 гектара. Эти показатели стали одними из самых высоких трудовых достижений в чаеводстве в Грузинской ССР в 1949 году после показателей Ольги Мушкудиани (7723 килограмма) и Феодосии Рухадзе (7595 килограмма). Указом Президиума Верховного Совета СССР от 19 июля 1950 года удостоена звания Героя Социалистического Труда за «получение высоких урожаев сортового зелёного чайного листа и цитрусовых плодов в 1949 году» с вручением ордена Ленина и золотой медали «Серп и Молот» (№ 5220).
Этим же указом званием Героя Социалистического Труда была награждена труженица колхоза имени Берия Лили Ивановна Чолария.
После выхода на пенсию проживала в родном селе Бадиа. Дата смерти не установлена.